# Damme 'na mano
Damme 'na mano è un singolo del rapper italiano Tony Effe, pubblicato il 12 febbraio 2025 come quarto estratto dalla riedizione del secondo album in studio Icon.

## Descrizione
Il brano, uno stornello romano eseguito in chiave trap, è stato presentato in gara al 75º Festival di Sanremo, dove si è classificato al venticinquesimo posto al termine della manifestazione.

## Tracce
1. Damme 'na mano – 2:58

## Classifiche
| Classifica (2025) | Posizione massima |
| ----------------- | ----------------- |
| Italia            | 3                 |
| Svizzera          | 45                |